# Філіп Деген
Філіп Деген (нім. Philipp Degen, нар. 15 лютого 1983, Лісталь) — швейцарський футболіст, фланговий захисник клубу «Базель» та національної збірної Швейцарії. Чотириразовий чемпіон Швейцарії.
Брат-близнюк партнера по клубу та національній збірній Давіда Дегена.

## Клубна кар'єра
Народився 15 лютого 1983 року в місті Лісталь. Вихованець юнацьких команд футбольних клубів «Обердорф» та «Базель».
У дорослому футболі дебютував 2001 року виступами за команду клубу «Базель», в якій провів один сезон, взявши участь у 19 матчах чемпіонату, після чого протягом 2002–2003 років захищав на умовах оренди кольори команди клубу «Аарау».
Своєю грою за останню команду знову повернув інтерес представників тренерського штабу клубу «Базель», до складу якого повернувся 2003 року. Цього разу відіграв за команду з Базеля наступні два сезони своєї ігрової кар'єри.
2005 року уклав контракт з клубом «Боруссія» (Дортмунд), у складі якого провів наступні три роки своєї кар'єри гравця. Більшість часу, проведеного у складі «Боруссії», був основним гравцем захисту команди.
З 2008 року два сезони захищав кольори команди клубу «Ліверпуль», де до складу головної команди клубу потрапляв нерегулярно. 2010 року був відданий в оренду до німецького «Штутгарта» в команді якого провів лише декілька офіційних матчів. 2011 року повернувся до «Ліверпуля», втім, тренери англійського клубу не бачили для швейцарця місця в основній команді і йому було надано статус вільного агента.
До складу клубу «Базель» приєднався 2011 року. Відтоді встиг відіграти за команду з Базеля 18 матчів в національному чемпіонаті.

## Виступи за збірні
Протягом 2003–2004 років залучався до складу молодіжної збірної Швейцарії. На молодіжному рівні зіграв у 14 офіційних матчах.
2005 року дебютував в офіційних матчах у складі національної збірної Швейцарії. Наразі провів у формі головної команди країни 32 матчі.
У складі збірної був учасником чемпіонату світу 2006 року у Німеччині, а також домашнього для швейцарців чемпіонату Європи 2008 року.

## Титули і досягнення
- Чемпіон Швейцарії (4):

«Базель»: 2001-02, 2003-04, 2004-05, 2011-12